# Eulitopus seminitidus
Eulitopus seminitidus là một loài bọ cánh cứng trong họ Cerambycidae.